# 데이비드 파카스

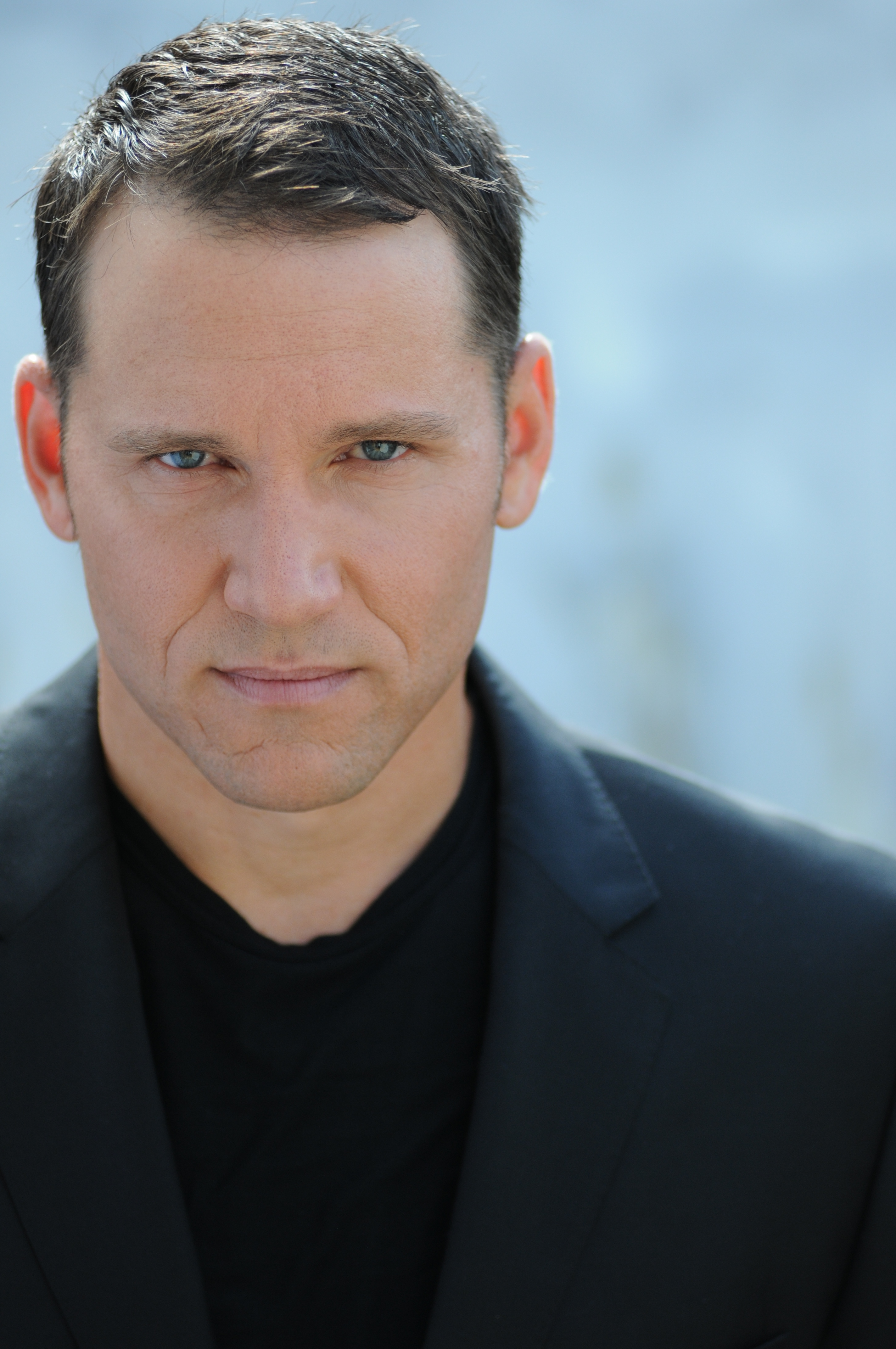

데이빗 파카스(David Farkas, 1975년 11월 28일 ~ )는 미국의 배우, 텔레비전 배우이다.
애크런에서 태어났다.

## 영화
- 다크 미러 (2007년)
- 위키드 위키드 게임즈 (2006년)
- 우리 생애 나날들 (1965년)